# Ufficio della Scozia
L'Ufficio della Scozia (in inglese Scotland Office, in gaelico scozzese An Oifis Albannach), noto come Ufficio del Segretario di Stato per la Scozia (Office of the Secretary of State for Scotland) dal 2018 al 2024, è un dipartimento del governo del Regno Unito, il suo ruolo si combina con quello del Ministero della giustizia.
È diretto dal Segretario di Stato per la Scozia, l'onorevole parlamentare Ian Murray.

## Storia
Prima dell'istituzione del Parlamento scozzese e del Governo scozzese nel 1998, il predecessore dell'Ufficio della Scozia (Scotland Office), l'Ufficio scozzese (Scottish Office), era un importante dipartimento esecutivo del governo del Regno Unito, responsabile della maggior parte degli aspetti del governo scozzese. La governance interna della Scozia era nota come "devoluzione amministrativa". Da allora, questo decentramento ha portato il ministero ad avere poteri limitati e ad aspetti che altri dipartimenti esecutivi non supportano, e l'ufficio è stato assorbito dal Ministero della Giustizia insieme all'Ufficio per il Galles.
Secondo lo Scotland Act 1998, il Segretario di Stato per la Scozia mantiene un certo numero di competenze di supervisione sulle attività del Parlamento scozzese.

## Funzioni
L'ufficio è responsabile della rappresentanza della Scozia nel governo di Sua Maestà, facilitando il buon funzionamento della Devolution, facendo da tramite tra i due governi britannici a Londra e quello scozzese a Edimburgo, e amministrando una serie di affari governativi riservati alla Scozia.

## Direzione
La squadra ministeriale dell'attuale ufficio è composta da:
- Segretario di Stato per la Scozia: Ian Murray.
  - Sottosegretario di Stato parlamentare: vacante.
    - Avvocato generale per la Scozia e portavoce della Camera dei Lord: vacante.